# 杉の柩
『杉の柩』（すぎのひつぎ、原題：Sad Cypress）は、イギリスの小説家アガサ・クリスティが1940年に発表したエルキュール・ポアロシリーズの長編推理小説。
知人を毒入りサンドウィッチで殺害した容疑で逮捕された女性の裁判が始まり、状況は彼女に圧倒的に不利であったが、ポアロが真相究明に動き出す。

## あらすじ
エリノア・カーライルとロディー・ウェルマンは婚約していた。ある日、2人が大富豪の叔母ローラ・ウェルマンに取り入って遺産をもらおうとしているという匿名の手紙を受け取る。エリノアはウェルマン夫人の姪で、ロディーは夫人の亡き夫の甥である。エリノアは、叔母の館の門番の娘で叔母から可愛がられているメアリイ・ジェラードが手紙の主なのではと疑うが、結局誰が書いた手紙なのかわからず、燃やしてしまう。エリノアとロディーは叔母を訪ねる。そこでロディーは十年ぶりにメアリイに会う。ウェルマン夫人は脳卒中で半身不随になっており不平を言う。彼女は主治医のピーター・ロードとエリノアに、健康でないまま生きることがどれほど嫌かを話し、医師なら彼女の痛みを終わりにすることができるのではと願うが、彼はそれを拒む。ロディーはメアリイと恋に落ちるが、それを知ったエリノアは婚約を解消する。二度目の脳卒中の後、ウェルマン夫人はエリノアにメアリイの養育を頼む。エリノアは、叔母が遺言を修正したいと思っているのだと察するが、エリノアが弁護士を呼ぶ前にウェルマン夫人が亡くなってしまう。ウェルマン夫人は遺言を残していなかったことが判明し、彼女の遺産は最近縁者であるエリノアが相続することになる。
エリノアはメアリイに2,000ポンドを贈与すると申し出、メアリイはそれを受け入れる。エリノアは相続した家を売却する。ある日メアリイが昼食後にモルヒネ中毒で死んでしまう。その日エリノアは屋敷でメアリイと看護婦ホプキンズとともにロッジで私財の整理をしていた。ホプキンズは、ウェルマン夫人の具合が悪かった間に屋敷でモルヒネが行方不明になっていたと証言し、屋敷内の誰もがそれを入手可能であったことがわかる。エリノアが殺害を疑われ逮捕された後、ウェルマン夫人の遺体が掘り起こされ、彼女の死因もモルヒネ中毒であることが判明する。エリノアに想いを寄せていたロードはポアロに調査を依頼し、ポアロは村人全員に話を聞いて回る。ロディーが匿名の手紙のことを話すと、ポアロは2人目の容疑者がいることに気づく。すなわち手紙の作成者である。さらにポアロはいくつかの点に注目する。毒はエリノアが作ったサンドイッチに入れられていたのだろうか（3人とも食べていた）、それともホプキンズが淹れた紅茶に入っていたのだろうか（メアリイとホプキンズは飲んだがエリノアは飲まなかった）。メアリイの出生の秘密とは？ ホプキンズの手首にあるバラの棘の傷には何か意味があるのか？ 結末は主に法廷で明らかになる。弁護人が証人を連れてきて、ポアロが明らかにしたことを明かすからだ。
検察側がモルヒネのラベルだとしていた破れた薬品ラベルは、催吐剤であるアポモルヒネのラベルで、「アポ」の文字が切れていたのだった。ホプキンズは、紅茶に入れた毒を自分の体内から抜くために、自分に催吐剤を注射したのである。バラのトゲで怪我をしたと言っていた手の傷はその注射の跡だった。事件当日、エリノアが台所でホプキンズに会ったときにホプキンズが青ざめた顔をしていたのは、注射が効いてひとしきり嘔吐した直後だったのだ。動機は金だった。メアリイはウェルマン夫人の隠し子だった。そのことがもっと早く明らかになっていれば、彼女はウェルマン夫人の遺産を相続できたはずだった。ホプキンズは数年前に姉のイライザ（館の門番の妻）から届いた手紙でメアリイの出生の秘密を知った。彼女はメアリイに遺書を書くよう勧め、メアリイは受取人としてイライザの妹メアリイ・ライリーの名を記した。メアリイ・ライリーがホプキンズに間違いないことが、彼女を知るニュージーランドの2人が法廷で証言したことから判明する。裁判官がホプキンズを呼び戻す前に、彼女は法廷を去る。
エリノアは無罪となり、ロードは彼女を記者に見つからないように連れ出す。ポアロはロードと話し、真犯人に関する情報を集めたポアロの推理と行動を説明する。「空の旅の早さ」のおかげで、ニュージーランドから証人を裁判に連れてくることができたのだ。ポアロはロードに、ポアロの捜査に何かアクションを起こそうとする彼の不器用な努力を理解していると告げ、エリノアの未来の夫はロディーではなくロードだと言う。

## 主な登場人物
- エルキュール・ポアロ - 私立探偵
- ローラ・ウェルマン - 金持ちの未亡人
- エリノア・キャサリーン・カーライル - ローラの姪
- ロディー・ウェルマン - エリノアの婚約者、ローラの亡夫の甥、エリノアの従兄
- メアリイ・ジェラード - ウェルマン家の門番の娘
- エマ・ビショップ - ウェルマン家の召使頭
- ピーター・ロード - 医師。ポアロに事件解決を依頼
- アイリーン・オブライエン - 看護婦
- ジェシー・ホプキンズ - 看護婦
- テッド・ビグランド - メアリイに想いをよせている青年
- エドウィン・ブルマー卿 - 弁護士。エリノアの弁護を担当
- サミュエル・アテンブリイ卿 - 検事。エリノアの起訴を担当

## タイトル
杉の柩（Sad Cypress）はシェイクスピアの喜劇『十二夜』の第二幕第四場で道化が歌う以下の歌詞に因む。
Come away, come away, death,

And in sad cypress let me be laid

Fly away, fly away breath

I am slain by a fair cruel maid.

My shroud of white, stuck all with yew,

O, prepare it!

My part of death, no one so true

Did share it.

（以下略）
坪内逍遥訳

来おれ最期よ 来おるなら来おれ

杉の柩に埋めてくりゃれ

絶えよこの息 絶えるなら絶えろ

むごいあの児に殺されまする

縫うてたもれよ白かたびらを

縫い目縫い目にイチイを挿して

またとあるまいこの思い死に

## 日本語訳
本作品は早川書房の日本語翻訳権独占作品である。
| 題名   | 出版社   | 文庫名                          | 訳者       | 巻末                       | カバーデザイン  | 初版年月日    | ページ数 | ISBN          | 備考 |
| ------ | -------- | ------------------------------- | ---------- | -------------------------- | --------------- | ------------- | -------- | ------------- | ---- |
| 杉の柩 | 早川書房 | ハヤカワ・ポケット・ミステリ361 | 恩地三保子 |                            |                 | 1957年        | 220      |               | 絶版 |
| 杉の柩 | 早川書房 | ハヤカワ・ミステリ文庫1-11      | 恩地三保子 | ポアロ・シリーズ作品リスト | 真鍋博          | 1976年8月31日 | 329      | 4-15-070011-7 | 絶版 |
| 杉の柩 | 早川書房 | クリスティー文庫18              | 恩地三保子 | 「図書館の天使」 山野辺若  | Hayakawa Design |               | 402      | 4-15-130018-X |      |

## 翻案作品

### ラジオドラマ
- 1992年、BBC Radio 4で放送されている。

### テレビドラマ
名探偵ポワロ『杉の柩』
シーズン9 エピソード2（通算第51話）  イギリス2003年放送
内容はほとんど原作に沿っている。
- エルキュール・ポワロ: デヴィッド・スーシェ
- エリノア・カーライル: エリザベス・ダーモット・ウォルシュ
- メアリ・ジェラード: ケリー・ライリー
- ロディ・ウィンター: ルパート・ペンリー＝ジョーンズ
- ピーター・ロード: ポール・マッギャン
- ホプキンズ: フィリス・ローガン